# 제2회 청룡영화상
제2회 청룡영화상은 1964년 11월 30일에 열린 시상식이다.

## 수상 및 후보

### 최우수 작품상
- 잉여인간 - 한영영화 수상
- 낙동강 - 국립영화제작소 수상

### 감독상
- 잉여인간 - 유현목 수상

### 남우주연상
- 잉여인간 - 김진규 수상

### 여우주연상
- 돌아보지 말라 - 문정숙 수상

### 남우조연상
- 빨간 마후라 - 최무룡 수상

### 여우조연상
- 잉여인간 - 황정순 수상

### 촬영상
- 잉여인간 - 홍동혁 수상
- 빨간 마후라 - 김종래 수상

### 미술상
- 맨발의 청춘 - 이봉조 수상
- 잉여인간 - 박석인 수상

### 기술상
- 빨간 마후라 - 양성란 수상

### 각본상
- 빨간 마후라 - 김강윤 수상

### 인기스타상
- 강신성일 수상
- 신영균 수상
- 김진규 수상
- 엄앵란 수상
- 태현실 수상
- 최은희 수상

### 특별상
- 비련의 왕비달기 - 신상옥 수상
- 월급봉투 - 주훈 수상